# BMW B47
Der B47 ist ein turboaufgeladener Reihenvierzylinder-Dieselmotor des Automobilherstellers BMW. Vollständig neu entwickelt debütierte er 2014 im BMW X3 und ersetzte den Vorgänger N47. Gemeinsam mit dem B37 (Reihendreizylinder-Dieselmotor) und dem B57 (Reihensechszylinder-Dieselmotor) und den drei Ottomotoren B38 (Dreizylinder), B48 (Vierzylinder) und B58 (Sechszylinder) gehört der B47 zu den 2013/2014 eingeführten Baukasten-Motoren von BMW. Die Baukasten-Motoren werden sowohl in BMW-Modellen und als auch in MINI-Modellen eingesetzt. Bei Bedarf wird zwischen den Ausführungen B47D für Hinterrad- und B47C für Frontantrieb unterschieden.

## Konstruktion
Wie sein Vorgänger N47 hat der B47 vier Zylinder in Reihe, eine Common-Rail-Einspritzung, 1.995 cm³ Hubraum und zwei Ausgleichswellen. Das Volumen von 500 cm³ pro Zylinder ergab sich aus thermodynamischen und Effizienzüberlegungen.
Es wird ein wälzgelagerter Turbolader mit verstellbaren Turbinenleitschaufeln (VTG) verwendet, die stärksten Ausbaustufen (165 kW bzw. 170 kW) sind mit zwei Turboladern ausgerüstet, die sowohl parallel nach dem Prinzip der Registeraufladung als auch hintereinander geschaltet mit mehrstufiger Aufladung arbeiten können. In der unteren Leistungsstufen (16d, 18d) wird ein gleitgelagerter Turbolader verbaut.
Zudem war bei der Entwicklung das akustische Verhalten des Motors von Bedeutung. Hier ist unter anderem das Einspritzsystem auf geringe Verbrennungsgeräusche (Nageln) ausgelegt, und verschiedene Schallquellen sind gekapselt. Die Einspritzdüsen arbeiten mit Magnetventilen.
Der Zylinderkopf mit vier Ventilen pro Zylinder, deren Nockenwelle mit einer Simplex-Kette gesteuert wird, ist wärmebehandelt und besteht aus der Legierung AlSi7MgCU0.5, der Motorblock besteht aus AlSi8Cu3 mit eingegossenen Laufbuchsen aus Grauguss. Der Motorblock hat einen nach oben hin verschlossenen Wassermantel (Closed Deck) und ein über die Lagermitten herunterreichendes Kurbelgehäuse (Deep-Skirt-Bauweise).
Die beiden Steuerketten sind wie beim N47 am Motor hinten verbaut, was ein Wechseln erschwert, da der Motor ausgebaut werden muss.

## Neuerungen
Im Vergleich zum N47 bietet der B47 in allen Ausbaustufen über den gesamten Drehzahlbereich mehr Leistung und höheres Drehmoment. Dies sorgt für bessere Beschleunigungs- und Elastizitätswerte. Ein neuer Brennraumdrucksensor ermöglicht es zudem, verbrennungseitig den Motor näher an seinem optimalen Punkt zu betreiben. Der B47 erfüllt die EU6-Abgasnorm und senkt, je nach Variante und Getriebe, die Normverbräuche gegenüber dem N47 um 0,1 Liter bis 0,4 Liter.
Durch Gleichteile, die auch in anderen neuen Motoren verwendet werden, wie zum Beispiel im Dreizylinder-Diesel B37, aber auch den Benzinmotoren des Baukastens, ergibt sich eine größere Flexibilität in der Fertigung bei Nachfrageschwankungen und eine Kostenreduktion.

## Technische Überarbeitung
Im November 2017 wurde angekündigt, dass alle Varianten den Biturbolader erhalten: Technische Überarbeitung B47TÜ1. Weiter haben alle Motoren eine Adblue-Einspritzung bekommen. Höhere Einspritzdrücke – beim 218d 2.500 bar und beim 220d sogar 2.700 bar (Tourer), – sowie Detail-Verbesserungen bei Formen und Oberflächen von Zylinderlaufbahnen (Formhonung der Zylinderlaufbahnen) und Kolben, Riementrieb und Ölversorgung tragen zu einem niedrigeren Kraftstoffverbrauch bei. Auch für die starken Varianten werden Magnetventil-Injektoren verwendet.
Ab November 2019 wurde der B47 zusätzlich über ein 48V-Bordnetz mit einem Startergenerator ausgerüstet und somit zu einem Mildhybrid. Der Startergenerator ermöglicht dabei eine noch effizientere Ausnutzung der Rekuperationsleistung, wodurch nicht nur die Bordelektronik versorgt, sondern eine Overboost-Funktion ermöglicht wird. Somit kann unter anderem das Turboloch minimiert- und unterstützende Antriebsleistung abgegeben werden. Dabei beträgt die maximale zusätzliche Antriebsleistung 8 kW (11 PS). Des Weiteren wurde durch die Maßnahme die Start-Stop Funktion weiter optimiert, wodurch ein ruckfreies und schwingungsarmes Starten des Motors ermöglicht wurde. Auch die Umfänge der Segelfunktion konnten erweitert werden, neben dem bekannten Entkoppeln des Motors vom Antriebsstrang ist ein komplettes Abschalten des Motors bei höheren Geschwindigkeiten möglich.

## Daten
| Typ            | Hubraum          | Bohrung × Hub | Leistung bei 1/min       | Drehmoment bei 1/min | Kraftstoffeinspritzung                        | Jahr            |
| -------------- | ---------------- | ------------- | ------------------------ | -------------------- | --------------------------------------------- | --------------- |
| B47C20/ B47D20 | 2.0 l (1995 cm³) | 84 mm × 90 mm | 85 kW (116 PS) bei 4000  | 270 Nm bei 1250–2750 | Magnetventil-Injektoren (2.000 bar)           | seit 03/2015    |
| B47C20/ B47D20 | 2.0 l (1995 cm³) | 84 mm × 90 mm | 110 kW (150 PS) bei 4000 | 320 Nm bei 1500–3000 | Magnetventil-Injektoren (2.000 bar)           | seit 03/2015    |
| B47C20/ B47D20 | 2.0 l (1995 cm³) | 84 mm × 90 mm | 110 kW (150 PS) bei 4000 | 330 Nm bei 1750–2250 | Magnetventil-Injektoren (2.000 bar)           | 03/2014–08/2014 |
| B47C20/ B47D20 | 2.0 l (1995 cm³) | 84 mm × 90 mm | 110 kW (150 PS) bei 4000 | 330 Nm bei 1750–2500 | Magnetventil-Injektoren (2.000 bar)           | seit 10/2015    |
| B47C20/ B47D20 | 2.0 l (1995 cm³) | 84 mm × 90 mm | 110 kW (150 PS) bei 4000 | 330 Nm bei 1750–2750 | Magnetventil-Injektoren (2.000 bar)           | seit 08/2014    |
| B47C20/ B47D20 | 2.0 l (1995 cm³) | 84 mm × 90 mm | 110 kW (150 PS) bei 4000 | 350 Nm bei 1750–2750 | Magnetventil-Injektoren (2.000 bar)           | seit 07/2019    |
| B47C20/ B47D20 | 2.0 l (1995 cm³) | 84 mm × 90 mm | 110 kW (150 PS) bei 4000 | 360 Nm bei 1500–2250 | Magnetventil-Injektoren (2.000 bar)           | seit 04/2014    |
| B47C20/ B47D20 | 2.0 l (1995 cm³) | 84 mm × 90 mm | 110 kW (150 PS) bei 4000 | 360 Nm bei 1750–2500 | Magnetventil-Injektoren (2.000 bar)           | seit 06/2014    |
| B47C20/ B47D20 | 2.0 l (1995 cm³) | 84 mm × 90 mm | 125 kW (170 PS) bei 4000 | 360 Nm bei 1500–2750 | Magnetventil-Injektoren (2.000 bar)           | seit 07/2014    |
| B47C20/ B47D20 | 2.0 l (1995 cm³) | 84 mm × 90 mm | 140 kW (190 PS) bei 4000 | 400 Nm bei 1750–2500 | Magnetventil-Injektoren (2.000 bar)           | seit 04/2014    |
| B47C20/ B47D20 | 2.0 l (1995 cm³) | 84 mm × 90 mm | 151 kW (205 PS) bei 4000 | 430 Nm bei 1750–3000 | Magnetventil-Injektoren (2.000 bar)           | seit 04/2014    |
| B47C20/ B47D20 | 2.0 l (1995 cm³) | 84 mm × 90 mm | 165 kW (224 PS) bei 4400 | 450 Nm bei 1500–3000 | Piezo-Injektoren (2.500 bar) (Bosch CRI 3-25) | seit 03/2015    |
| B47C20/ B47D20 | 2.0 l (1995 cm³) | 84 mm × 90 mm | 170 kW (231 PS) bei 4400 | 450 Nm bei 1500–3000 | Piezo-Injektoren (2.500 bar) (Bosch CRI 3-25) | seit 10/2015    |
| B47C20/ B47D20 | 2.0 l (1995 cm³) | 84 mm × 90 mm | 170 kW (231 PS) bei 4400 | 500 Nm bei 1500–3000 | Piezo-Injektoren (2.500 bar) (Bosch CRI 3-25) | seit 07/2015    |

Technische Daten des neuen BMW X3 (F25), Technische Daten des BMW 2er Active Tourer, Technische Daten BMW 5er Touring, Technische Daten des neuen BMW 1er, BMW Modellpflege-Maßnahmen zum Sommer 2015

## Verwendung

### 2,0 l 85 kW (116 PS), 270 Nm
- F30/F31 als 316d (seit 03/2015)[15]

### 2,0 l 110 kW (150 PS), 320 Nm
- F20 als 118d  (seit 03/2015)[13]
- F22 als 218d Coupé (seit 03/2015)[16]
- F31 als 318d (xDrive) (seit Sommer 2015)[17]
- F34 als 318d Gran Turismo (seit 06/2015)
- F32 als 418d Coupé (seit 03/2015)
- F36 als 418d Gran Coupé (seit 03/2015)
- G20/G21 als 318d

### 2,0 l 110 kW (150 PS), 330 Nm
- F45 als 218d Active Tourer[18]
- F48 als X1 sDrive18d/xDrive18d
- F54 (MINI) als MINI Cooper D Clubman (10/2015–03/2018)
- F60 (MINI) als MINI Cooper D Countryman (02/2017–03/2018)

### 2,0 l 110 kW (150 PS), 350 Nm
- F40 als 118d  07/2019–06/2024
- F39 als X2 sDrive18d (seit 04/2018)
- F54 (MINI) als MINI Cooper D Clubman (seit 03/2018)
- F60 (MINI) als MINI Cooper D Countryman (seit 03/2018)

### 2,0 l 110 kW (150 PS), 360 Nm
- F10 als 518d mit 360 Nm bei 1750–2500[19][20]
- F25 als X3 18d mit 360 Nm bei 1500–2250[21]
- F70 als 118d mit 360 Nm bei 1750–2500

### 2,0 l 125 kW (170 PS), 360 Nm
- F56 (MINI) als MINI Cooper SD[22]

### 2,0 l 140 kW (190 PS), 400 Nm
- F20 als 120d (seit 03/2015)[13]
- F22 als 220d Coupé[23]
- F23 als 220d Cabrio (seit 03/2015)
- F44 als 220d Gran Coupé (bis 06/2024)
- F45 als 220d (xDrive) Active Tourer[24]
- F46 als 220d (xDrive) Grand Tourer
- F30/F31 als 320d (xDrive) (seit Sommer 2015)[25]
EfficientDynamics Edition mit 120 kW (163 PS)
- F34 als 320d (xDrive) Gran Turismo
- F32 als 420d (xDrive) (seit Sommer 2015)
- F36 als 420d (xDrive) (seit Sommer 2015)
- F10/F11 als 520d (seit Sommer 2014)
- F25 als X3 20d
- F26 als X4 20d[26]
- F48 als X1 20d (seit Sommer 2015)
- F54 (MINI) als MINI Cooper SD Clubman
- F60 (MINI) als MINI Cooper SD Countryman
- G20/G21 als 320d (seit 03/2019)
- G30 (Limousine) in der 5er Serie als 520d (ab MJ17)
- G31 (Touring) in der 5er Serie als 520d (ab MJ17)
- G32 in der 6er Serie als 620d (ab MJ18)
- F39 als X2 xDrive20d (seit 03/2018)
- G01 als X3 20d (seit 11/2017)
- G02 als X4 20d (seit 02/2018)

### 2,0 l 145 kW (197 PS), 400 Nm
- U06 als 223d (seit 07/2022)
- U11 als xDrive23d (seit 10/2022)
- G60 als 520d (seit 10/2023)

### 2,0 l 151 kW (205 PS), 430 Nm
- Für alle Modelle mit 2,0 l 140 kW (190 PS) mit optionalem Power Kit[27]

### 2,0 l 165 kW (224 PS), 450 Nm
- F20 als 125d (seit 03/2015)[13]
- F22 als 225d Coupé (seit 07/2015)[28]
- F30/F31/F34 als 325d (seit 03/2016)[29]
- F32/F33/F36 als 425d (seit 03/2016)[29]

### 2,0 l 170 kW (231 PS), 450 Nm
- F48 als X1 25d[30]
- F39 als X2 xDrive25d (seit 03/2018)
- G11 als 725d (seit 01/2016)

### 2,0 l 170 kW (231 PS), 500 Nm
- F15 als X5 25d (seit 07/2015)[14]
- G30/G31 als 525d (seit 07/2017)
- G01 als X3 25d
- G02 als X4 25d
- G05 als X5 25d